# Christian Adolf von Roebel
Christian Adolf von Roebel (* 11. Mai 1772 auf Osteroda; † 3. August 1848 auf Dumzin) war ein preußischer Generalmajor sowie Erbherr auf Dumzin, Karvin und Klein-Jestin.

## Leben

### Herkunft
Seine Eltern waren Christian Friedrich von Roebel (* 29. März 1733; † 21. Dezember 1771) und dessen Ehefrau Christiane Charlotte Erdmuthe, geborene von der Schulenburg (* 17. Januar 1746; † 16. Juni 1781), eine Tochter des Johann Adolf von der Schulenburg (1699–1770). Sein Vater war auch Erbherr auf Kruge und Osteroda mit dem Vorwerk  Redlin.

### Militärkarriere
Roebel kam 1788 als Gefreitenkorporal in das Infanterieregiment „Alt-Woldeck“ der Preußischen Armee. Dort wurde er am 21. Mai 1791 Fähnrich und am 1. Dezember 1793 Sekondeleutnant. Als solcher nahm er 1794/95 am Feldzug in Polen teil und kämpfte bei Blonie, Krakau sowie der Belagerung von Warschau. 1798 wurde Roebel Bataillonsadjutant und kam 1801 als Adjutant zum General von Larisch. Am 12. November 1804 avancierte er zum Premierleutnant. Während des Vierten Koalitionskrieges wurde Roebel in der Schlacht bei Auerstedt am Fuß schwer verwundet.
Er konnte sich erholen und wurde am 9. August 1807 als Stabskapitän mit einem Patent vom 11. Oktober 1807 zum Korps „Blücher“ versetzt. Am 20. Februar 1808 kam er dann zum 1. Pommerischen Infanterie-Regiment (Nr. 2) und stieg dort am 11. August 1809 zum Kapitän und Kompaniechef auf. Im Vorfeld der Befreiungskriege erhielt Roebel am 26. März 1813 die Beförderung zum Major und kam als Kommandeur des III. Reserve-Bataillons zum Infanterie-Regiment Nr. 9 „Kollberg“ und mit diesem Bataillon wiederum zum 8. Reserve-Regiment. Nach dem Zusammenbruch des Königreichs Westphalen und der Besetzung des Landes durch die Alliierten wurde er am 27. Dezember 1813 zum Kommandeur des 5. Westfälischen Infanterie-Regiments ernannt. Roebel kämpfte bei den Belagerungen von Stettin, Maubeuge, Philippeville und Reccroy sowie im Gefecht bei Luckau. Für Wittenberg erhielt er das Eiserne Kreuz II. Klasse und in der Schlacht bei Ligny wurde er verwundet.
Nach dem Krieg wurde Roebel am 3. Oktober 1815 Oberstleutnant und am 9. Februar 1816 zum Kommandeur des 4. Kürmärkischen Landwehr-Regiments (ab 1817 Berliner Landwehr-Regiment). ernannt. Dieses war eine besondere Aufgabe, da das Regiment bei den Berlinern nicht sehr beliebt war. Das Regiment wurde 1819 aufgelöst und am 8. Juli 1819 kam Roebel als Kommandeur in das 6. Infanterie-Regiment. Dort wurde er am 30. März 1821 Oberst und am 9. Mai 1823 mit einer Pension von 800 Talern in den Ruhestand versetzt. Am 26. Juni 1826 verlieh ihm König Friedrich Wilhelm III. den Charakter als Generalmajor und am 23. April 1827 erhielt er 200 Taler als Geschenk.
Er starb am 3. August 1848 auf seinem Gut Dumzin im Kreis Fürstenthum.
In seiner Beurteilung aus dem Jahr 1811 heißt es: „Ein vorzüglicher moralischer und diensteifriger Offizier, der mit militärischen auch andere wissenschaftliche Kenntnisse verbindet.“

## Familie
Roebel heiratete am 26. Juni 1812 in Dumzin Wilhelmine Christiane Johanna von Borcke (* 6. Dezember 1788; † 20. Mai 1853). Aus der Ehe ging der Sohn Adolf Adalbert Wilhelm Hermann (* 28. November 1821) hervor, der wie sein Vater eine Laufbahn in der Preußischen Armee einschlug.